# Gerald Delepine
Gerald Delepine (Hermalle, 11 dicembre 1969) è un pilota motociclistico belga di motocross e supermotard, ritiratosi dall'attività agonistica.

## Carriera
Soprannominato Spiderman, dopo aver corso per molti anni nel motocross dove nel 1995 registra la sua stagione migliore, con due GP conquistati nella classe 500, passa nel 1999 al supermotard.
Nel 2002 diventa pilota ufficiale Vertemati e partecipa al Campionato del Mondo Supermoto. Passato al team ufficiale Husqvarna Cross2R nel 2004, l'anno successivo diventa campione del mondo nella classe S1. Nel 2006 il Team Cross2R si stacca da Husqvarna che crea il nuovo team ufficiale CH Racing, a cui il pilota belga approda.
Nel 2007 corre nella classe S2 del mondiale supermotard, bissando il titolo vinto due anni prima e divenendo a 37 anni il campione più anziano della disciplina; nello stesso anno partecipa per l'unica volta in carriera al Trofeo delle Nazioni Supermoto. Nel 2009, alla scadenza del contratto con Husqvarna CH Racing, torna a militare nel Team Cross2R dal 2008 ripassato sotto l'ala Husqvarna come team satellite.
Nel 2010, dopo aver pensato inizialmente al ritiro, decide di continuare a correre solamente il campionato del mondo, non più con Husqvarna di cui era ormai diventato pilota storico, ma con il Team Kawasaki KL Nastedo.

## Palmarès
- 1991: 3º posto Campionato Belga Motocross classe 125
- 1992: 2º posto Campionato Belga Motocross classe 500
- 1992: 26º posto Campionato del Mondo Motocross classe 500
- 1993: Vincitore Enduro del Touquet
- 1993: 2º posto Enduro des Baines
- 1993: Vincitore 24ore di Bretagna
- 1993: 7º posto Campionato del Mondo Motocross classe 500
- 1993: 4º posto Superbiker di Mettet
- 1994: 3º posto Enduro del Touquet
- 1994: 4º posto Enduro des Baines
- 1994: 20º posto Campionato del Mondo Motocross classe 500
- 1995: 8º posto Campionato del Mondo Motocross classe 500 (due vittorie e un 3º posto)
- 1996: 4º posto Enduro del Touquet
- 1996: 2º posto Enduro di Baines
- 1996: 33º posto Campionato del Mondo Motocross classe 500
- 1998: 4º posto Enduro del Touquet
- 1998: Vincitore Enduro di Baines
- 1999: 2º posto Enduro di Baines (su Kawasaki)
- 1999: 11º posto Campionato Europeo Supermoto (su Kawasaki)
- 2000: Vincitore Supermotard di Chimay (su Honda)
- 2000: 12º posto Campionato Europeo Supermoto (su Honda)
- 2001: Vincitore Supermotard di Battice (su Honda)
- 2001: Vincitore Supermotard di Bilstain (su Honda)
- 2001: 7º posto Campionato Europeo Supermoto (su Honda)
- 2001: 2º posto Campionato Belga Supermoto (su Honda)
- 2001: 4º posto Superbikers di Mettet (su Honda)
- 2002: 2º posto Campionato del Mondo Supermoto (su Vertemati)
- 2002: 8º posto Campionato Europeo Supermoto (su Vertemati)
- 2002: 3º posto Campionato Francese Supermoto classe Prestige (su Vertemati)
- 2002: 8º posto Campionato Internazionale d'Italia Supermoto (su Vertemati)
- 2002: 25º posto Campionato Belga Supermoto classe Prestige Open (1 gara su 7) (su Vertemati)
- 2002: 4º posto Supermotard Indoor di Vienna (su Vertemati)
- 2002: 6º posto Guidon D'or di Parigi (su Vertemati)
- 2003: 30º posto Campionato Belga Supermoto classe Prestige Open (1 gara su 7) (su Vertemati)
- 2003: 5º posto Campionato del Mondo Supermoto (su Vertemati)
- 2003: 6º posto Guidon D'or di Parigi (su Vertemati)
- 2003: 3º posto Extreme Supermotard di Bologna (su Vertemati)
- 2003: Vincitore Supermotard Indoor di Vienna (su Vertemati)
- 2004: 3º posto Campionato del Mondo Supermoto S1 (su Husqvarna)
- 2004: 2º posto Campionato Internazionale d'Italia Supermoto (su Husqvarna)
- 2004: 15º posto Campionato Belga Supermoto classe Prestige 650 (2 gare su 7) (su Husqvarna)
- 2004: 40º posto Campionato AMA Supermoto Unlimited (1 gara su 7) (su Husqvarna)
- 2004: 4º posto Guidon D'or di Parigi (su Husqvarna)
- 2004: Vincitore Extreme Supermotard di Bologna (su Husqvarna)
- 2005: CAMPIONE DEL MONDO SUPERMOTO S1 (su Husqvarna)
- 2005: Campione Internazionale d'Italia Supermoto classe Prestige (su Husqvarna)
- 2005: Vincitore Supermoto Masters di Bilstain (su Husqvarna)
- 2006: 3º posto Campionato del Mondo Supermoto S1 (su Husqvarna)
- 2006: 2º posto Campionato Internazionale d'Italia Supermoto classe Prestige (su Husqvarna)
- 2006: 11º posto Campionato Belga Supermoto classe Prestige 650 (2 gare su 10) (su Husqvarna)
- 2006: 2º posto Supermoto Masters di Bilstain (su Husqvarna)
- 2007: CAMPIONE DEL MONDO SUPERMOTO S2 (su Husqvarna)
- 2007: 5º posto generale Supermoto delle Nazioni (Team Belgium) (su Husqvarna)
- 2007: Campione Internazionale d'Italia Supermoto S2 (su Husqvarna)
- 2007: 19º posto Campionato Belga Supermoto classe Prestige (2 gare su 11) (su Husqvarna)
- 2007: 4º posto Extreme Supermotard di Bologna (su Husqvarna)
- 2007: Vincitore Supermoto Masters di Bilstain (su Husqvarna)
- 2008: 3º posto Campionato del Mondo Supermoto S2 (su Husqvarna)
- 2008: 5º posto Campionato Internazionale d'Italia Supermoto S2 (su Husqvarna)
- 2008: 3º posto Extreme Supermotard di Bologna (su Husqvarna)
- 2008: 2º posto Supermoto Masters di Bilstain (su Husqvarna)
- 2009: 2º posto Campionato del Mondo Supermoto S2 (su Husqvarna)
- 2009: 23º posto Campionato Internazionale d'Italia Supermoto (2 gare su 5) (su Husqvarna)
- 2009: 2º posto Superbikers di Mettet (su Husqvarna)
- 2009: 3º posto Supermoto Masters di Bilstain (su Husqvarna)
- 2009: Vincitore Dark Dog Moto Tour classe Monocilindriche (su Husqvarna)
- 2010: 20º posto Campionato Belga Supermoto classe Prestige (1 gara su 4) (su Kawasaki)
- 2010: 14º posto Campionato del Mondo Supermoto S1 (3 GP su 5) (su Kawasaki)
- 2010: 6º posto Superbikers di Mettet (su Kawasaki)
- 2010: 2º posto Supermoto Masters di Bilstain (su Kawasaki)
- 2011: 10º posto Superbikers di Mettet (su Husqvarna)